# Koempelmentaliteit
Koempelmentaliteit is een Limburgs begrip. Het betreft hard werken voor weinig resultaat en niet te beroerd zijn om anderen te helpen, ondanks de slechte situatie waar men zelf in zit. De term stamt uit de tijd van de mijnen in Zuid-Limburg. De mijnwerkers, "koempels" genoemd, zaten in krappe mijngangen en moesten vaak hun medemijnwerkers te hulp schieten als er gevaar dreigde.
Tegenwoordig wordt bij voetbal ook gebruik van de term gemaakt als men tot de laatste minuut alles geeft en voor elke bal vecht.